# Juan de Zúñiga y Avellaneda
Juan de Zúñiga Avellaneda y Bazán (Peñaranda de Duero, 1551 – Peñaranda de Duero, 4 aprile 1608) è stato un nobile spagnolo, I duca di Peñaranda de Duero, Grande di Spagna, conte consorte di Miranda del Castañar e marchese consorte de la Bañeza.

## Discendenza
Era figlio di Francisco de Zúñiga y Avellaneda, IV conte di Miranda del Castañar, Grande di Spagna, e della sua consorte María de Bazán y Ulloa, IV viscontessa dei Palacios de la Valduerna, figlia ereditiera di Pedro de Bazán, III visconte dei Palacios de la Valduerna, signore di Baztán, della Bañeza, e di altre città.

## Biografia

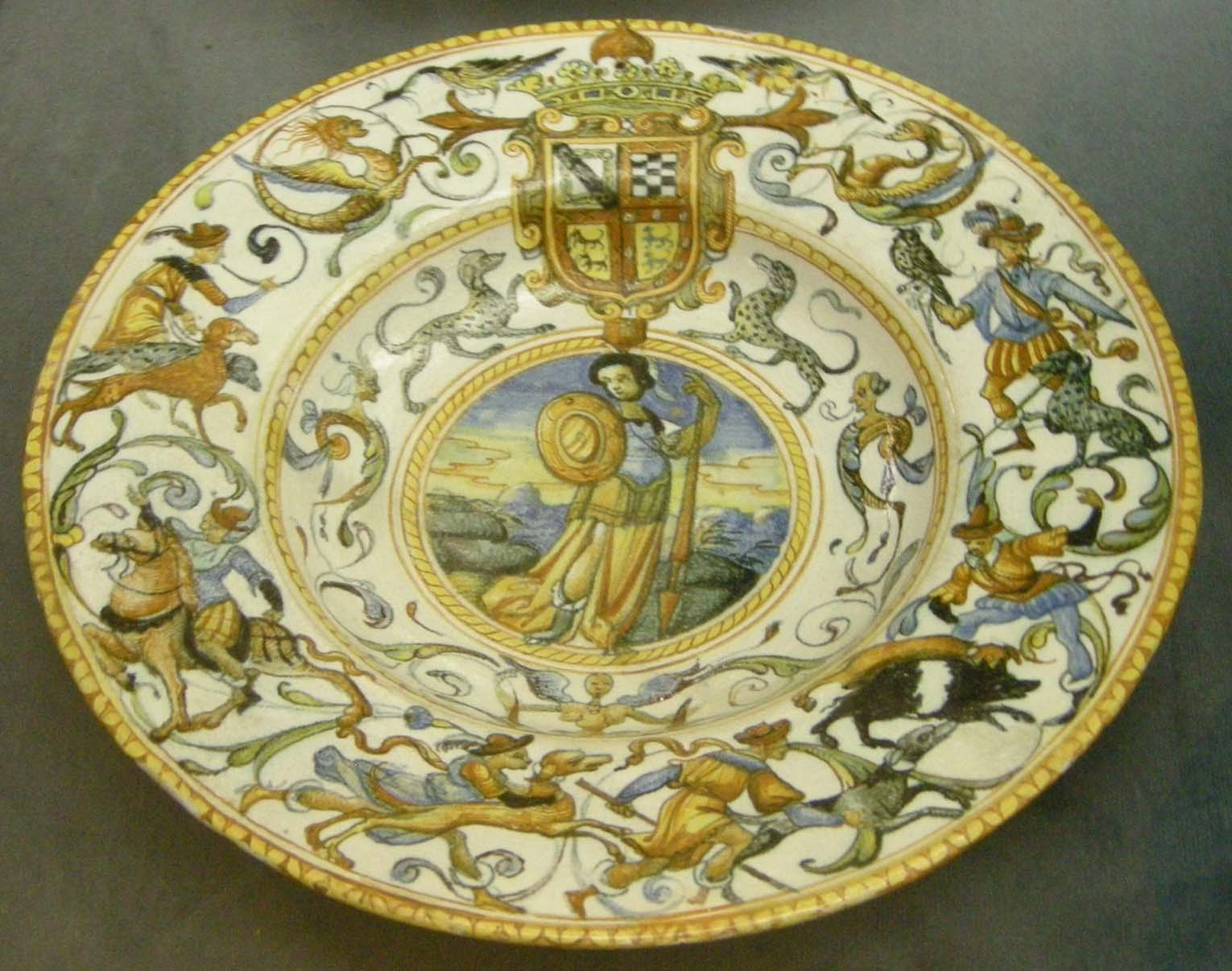
Bottega Patanazzi di Urbino, piatto con stemma Zúñiga, viceré di Napoli, 1593 circa

Dopo essere stato ambasciatore a Roma, fu viceré di Napoli dal 1586 al 1595, succedendo nella carica a Pedro Téllez-Girón y de la Cueva. 
Il suo governo fu prevalentemente orientato al recupero dell'ordine pubblico nelle province: combatté il brigantaggio in Abruzzo, con l'appoggio dello Stato Pontificio, e in Capitanata; ammodernò la viabilità fra Napoli e la Terra di Bari. Nel 1593 furono fermati gli Ottomani che tentarono di invadere la Sicilia.
Si deve probabilmente a lui la disposizione di redigere il Codice Romano-Carratelli.